# Fältslamfluga
Fältslamfluga (Eristalis nemorum) är en blomfluga som tillhör släktet slamflugor. 

## Kännetecken
Fältslamflugan är en medelstor blomfluga med en längd på 10 till 14 millimeter. Bakkroppen är svart med gulbruna parfläckar som gör den något bilik (se mimikry). Honan har mindre parfläckar än hanen. Viktiga detaljer för att skilja den från andra snarlika arter i släktet är svart mittstrimma i ansiktet, svarta framfötter, delvis mörka bakskenben, antennborst med lång behåring, gul bakkant på tergiterna och klara vingar med mycket kort vingmärke.

## Levnadssätt
Fältslamflugan finns i de flesta miljöer men är beroende av fuktiga områden för larvernas utveckling. Man kan se den på korgblommiga och flockblommiga växter men även många andra blommor. Hanen hävdar revir. Ett för arten specifikt beteende är att hanarna svävar över honorna innan de till slut närmar sig för ett parningsförsök, ofta formar hanarna torn med flera hanar som flyger över varandra. Flygtiden börjar maj (april i Skåne och Danmark) och varar till september eller till början av oktober i söder. Larverna har ett långt svansliknande andningsrör och brukar kallas för råttsvanslarv. De utvecklas i näringsrika vattenpölar, till exempel pölar med gödselvatten utanför djurstallar.

## Utbredning
Fältslamflugan är mycket vanlig i hela Norden utom på kalfjället. Den saknas på Island. Den finns i nästan hela Europa. Den finns österut genom Sibirien bort till Stilla havet. Den finns även i delar av Nordamerika.

## Etymologi
Nemorum betyder "från skogen" på latin.